# Borkovići (Banja Luka)
Pour les articles homonymes, voir Borkovići.
Borkovići (en serbe cyrillique : Борковићи) est un village de Bosnie-Herzégovine. Il est situé sur le territoire de la ville de Banja Luka et dans la république serbe de Bosnie. Selon les premiers résultats du recensement bosnien de 2013, il compte 624 habitants.

## Géographie

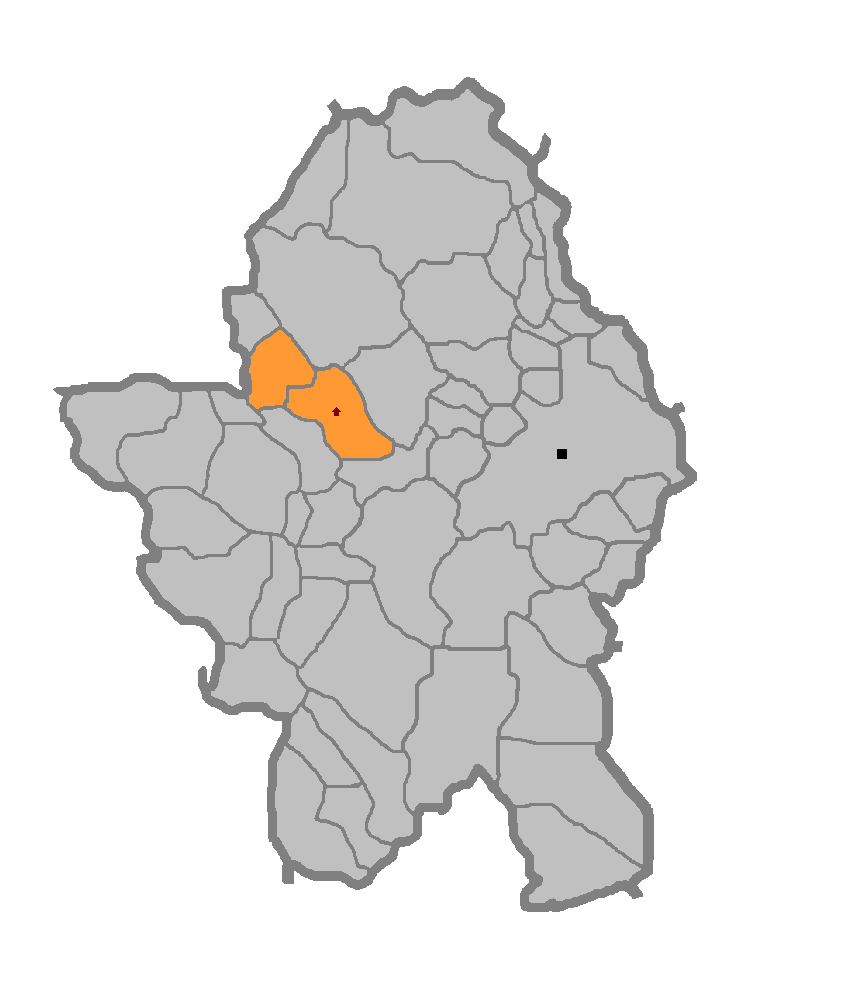
Localisation de la communauté locale de Borkovići dans la Ville de Banja Luka

## Démographie

### Évolution historique de la population dans la localité
| 1948  | 1953  | 1961  | 1971  | 1981  | 1991 | 2013 |
| ----- | ----- | ----- | ----- | ----- | ---- | ---- |
| 1 122 | 1 214 | 1 357 | 1 465 | 1 223 | 976  | 624  |

|  |

### Communauté locale
En 1991, la communauté locale de Borkovići comptait 2 291 habitants, répartis de la manière suivante :